# Gao Yaojie
Dans ce nom chinois, le nom de famille, Gao, précède le nom personnel.
Gao Yaojie (chinois : 高耀潔 ; pinyin : Gāo Yàojié), née le 19 décembre 1927 dans le xian de Cao et morte le 10 décembre 2023 à New York, est une personnalité chinoise : gynécologue de formation, elle s'est fait connaître par ses travaux universitaires, mais surtout par son activisme anti-sida à Zhengzhou, dans la province chinoise de Henan.
Elle a vu son action récompensée par les Nations unies et diverses organisations occidentales. Elle ne jouit pourtant pas de la même reconnaissance dans son propre pays : surveillée de près par les autorités chinoises, elle a notamment passé un certain temps assignée à résidence.

## Biographie
Gao Yaojie est née en 1927 dans le district de Cao de la province de Shandong. Retraitée, elle a enseigné la gynécologie à la Henan University of Traditional Chinese Medicine. Elle s'est spécialisée dans la gynécologie ovarienne et plus particulièrement dans les tumeurs gynécologiques.
Mais si elle est aujourd'hui connue dans le monde entier, c'est pour son activisme anti-sida à Henan. Cette province chinoise a en effet été le théâtre d'un scandale au sang contaminé au milieu des années 1990. C'est à cette époque que de nombreux paysans qui vendaient leur sang dans des centres de collecte insalubres ont contracté le virus de l'immunodéficience humaine (VIH). Une fois séparé du plasma, le sang prélevé leur était réinjecté après avoir transité dans un réservoir central où il se mélangeait à du sang contaminé. Cette pratique a eu pour conséquence la propagation rapide du VIH parmi les populations les plus démunies de la région. Le Dr Gao Yaojie a alors contribué à dénoncer ce scandale tout en plaidant pour une attention accrue envers les malades. Elle s'est notamment beaucoup investie pour les enfants que l'épidémie a laissés orphelins. Se lançant dans une vaste campagne de prévention, elle a fait la distribution de 300 000 exemplaires de son ouvrage « Prevention of AIDS and Sexually Transmitted Diseases » (Prévention du sida et des maladies sexuellement transmissibles), publié à compte d'auteur. Elle a également fait paraître quinze lettres d'information tirées à un total de 530 000 exemplaires.

## Récompenses, harcèlement et autobiographie
Elle est lauréate du prix Jonathan Mann en 2001 (un prix de 20 000 dollars qu'elle utilisera intégralement à la réimpression de son ouvrage de prévention), puis du prix Ramon Magsaysay pour le service public en 2003. À ces deux reprises, la permission de voyager hors de Chine afin de recevoir ses prix lui a été refusée. Le prix annuel de l'association Vital Voices lui a été attribué en 2007. Mais alors qu'elle retirait son visa pour les États-Unis, elle a été arrêtée, assignée à résidence et contrainte de signer une déclaration stipulant que : « Sa santé fragile lui rendait toute mobilité impossible ». Le 16 février 2007, cédant à la pression internationale, le gouvernement lui a finalement permis de se rendre aux États-Unis afin qu'elle y reçoive son prix. Gao Yaojie n'est pas la seule activiste anti-sida qui a eu à subir ce genre de pratique. Il s'agissait d'une véritable politique de harcèlement qui a fait d'autres victimes parmi ceux qui ont contribué à dénoncer ce scandale. 
Elle a décrit son engagement dans un blog qu'elle tient et qui est devenu ce qu'elle appelle un « champ de bataille » entre ses partisans et ses détracteurs. Dans un message du 11 novembre 2007, elle dénonce un piratage de ce blog et relève un message évoquant une rémunération de 50 yuans pour chaque commentaire négatif posté. Elle écrit que le commencement des attaques coïncide avec sa dénonciation des nombreux cas de contamination par transfusion sanguine. Le 20 septembre 2007, l'Académie des sciences de New York lui décerne le prix Heinz R. Pagel. En juillet 2008, son autobiographie a été publiée sous le titre « The Soul of Gao Yaojie » (L'Âme de Gao Yaojie), par Ming Pao Publications Limited (Hong Kong), et une deuxième édition est publiée en décembre 2011, par le même éditeur.
À la suite des persécutions dont elle est victime de la part des autorités depuis dix ans, Gao Yaojie a indiqué en décembre 2009 qu'elle devait quitter la Chine pour pouvoir continuer à dire la vérité sur l'épidémie de sida :
« Je vais peut être devoir mourir en terre étrangère. Mais si je veux dire la vérité sur l'épidémie de sida en Chine, je n'ai pas le choix ».
Sa décision de rester aux États-Unis a pour origine le sort de Tan Zuoren emprisonné en mars 2009 pour avoir recensé les écoliers morts dans les écoles lors du séisme de 2008 au Sichuan.